# Charles Geschke
Charles Matthew Geschke, Chuck Geschke (ur. 11 września 1939 w Cleveland, Ohio, zm. 16 kwietnia 2021 w Los Altos, Kalifornia) – amerykański informatyk, współzałożyciel w 1982 r., razem z Johnem Warnockiem, firmy Adobe Systems.

## Życiorys
Geschke uzyskał stopień licencjata (bachelor) filologii klasycznej i rok później (w 1964) magistra matematyki na jezuickim Xavier University. W latach 1963–1968 wykładał matematykę na John Carroll University. W roku 1972 uzyskał stopień doktora informatyki na Carnegie-Mellon University.
Przed założeniem Adobe Geschke i Warnock pracowali w Xerox PARC – Geschke pracował tam od początku lat 70., zakładając w 1978 (lub 1980) Imaging Sciences Laboratory. Nie mogąc przekonać zarządu do swoich pomysłów dotyczących komercjalizacji graficznego języka sterowania drukiem InterPress, obaj opuścili firmę i w 1982 założyli Adobe, rozwijając wkrótce ekwiwalentną technologię PostScript i wprowadzając ją na rynek.
W 1992 Geschke został porwany dla okupu z parkingu Adobe i przez trzy dni przetrzymywany przez porywaczy.
W 2000 wycofał się z funkcji prezesa Adobe.
W 2009 r. Barack Obama odznaczył Geschkego i Warnocka Narodowymi Medalami Technologicznymi.